# KFUM Uppsala
KFUM Uppsala (Uppsala KFUK-KFUM), är en förening i Uppsala med cirka 3 500 medlemmar (2015) som sysslar med olika fritidsaktiviteter. 
Föreningen har 13 sektioner (2015), verksamma inom olika områden. Bland annat drivs Alnäs friluftsgård och Gottsunda fritidsgård i separata sektioner. Det finns dessutom flera idrottssektioner, bland annat inom tennis, trampolin och vindsurfning samt KFUK-KFUM Uppsala Aikidoklubb.

## Historia
Den nuvarande föreningen bildades 1974 genom en sammanslagning av Uppsala KFUM och Uppsala KFUK. Uppsala KFUM bildades dock redan 1876.

## Övriga föreningar
Det finns 2015, förutom Uppsala KFUK-KFUM, även ytterligare tre KFUM-föreningar i Uppsala. Tillsammans har dessa föreningar 8 500 medlemmar (2015).
- KFUM Uppsala Basket vann SM-silver i basket 1979, och har spelat i Svenska basketligan sedan den bildades, bland annat under namnet Sallén, numera som Uppsala Basket.
- Uppsala Kyokushin Karate, för karatestilen kyokushinkai.
- Uppsala KFUM Badmintonklubb spelar badminton i den egna hallen Fyrisfjädern.